# Inderøy
Inderøy é uma comuna da Noruega, com 146 km² de área e 5 938 habitantes (censo de 2006) que faz parte de Trøndelag, um dos condados da Noruega. Inderøy está localizada em uma península dentro do Fiorde de Trondheim, fazendo limite com Levanger, Mosvik, Steinkjer, Verdal e Verran. O município tem suas bases fundada em uma comunidade rural.

## Nome
A origem do nome da comuna origina-se das formas variantes Innriøy e Øyin innri no Nórdico Antigo, estes que significam 'a ilha interna' (referente a Ytterrøy).

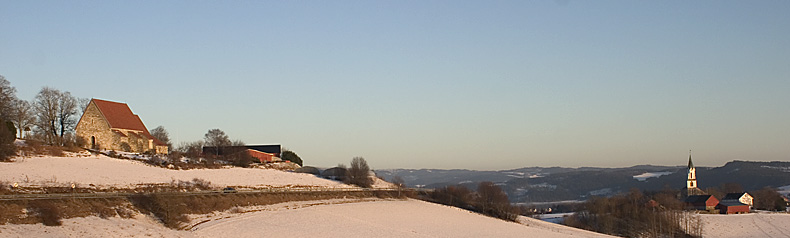
Igreja de Sakshaug

## Brasão
O brasão tem sua formação nos tempos modernos (1984) e simboliza os quatro patruças (ou solhas) que costumavam ser abundantes na região.

## População
De acordo com o censo realizado em 1º de janeiro de 2006, Inderøy possui 5 938 habitantes, apesar de mostrar um leve crescimento no ano anterior, a população mantém-se estável.

## Economia

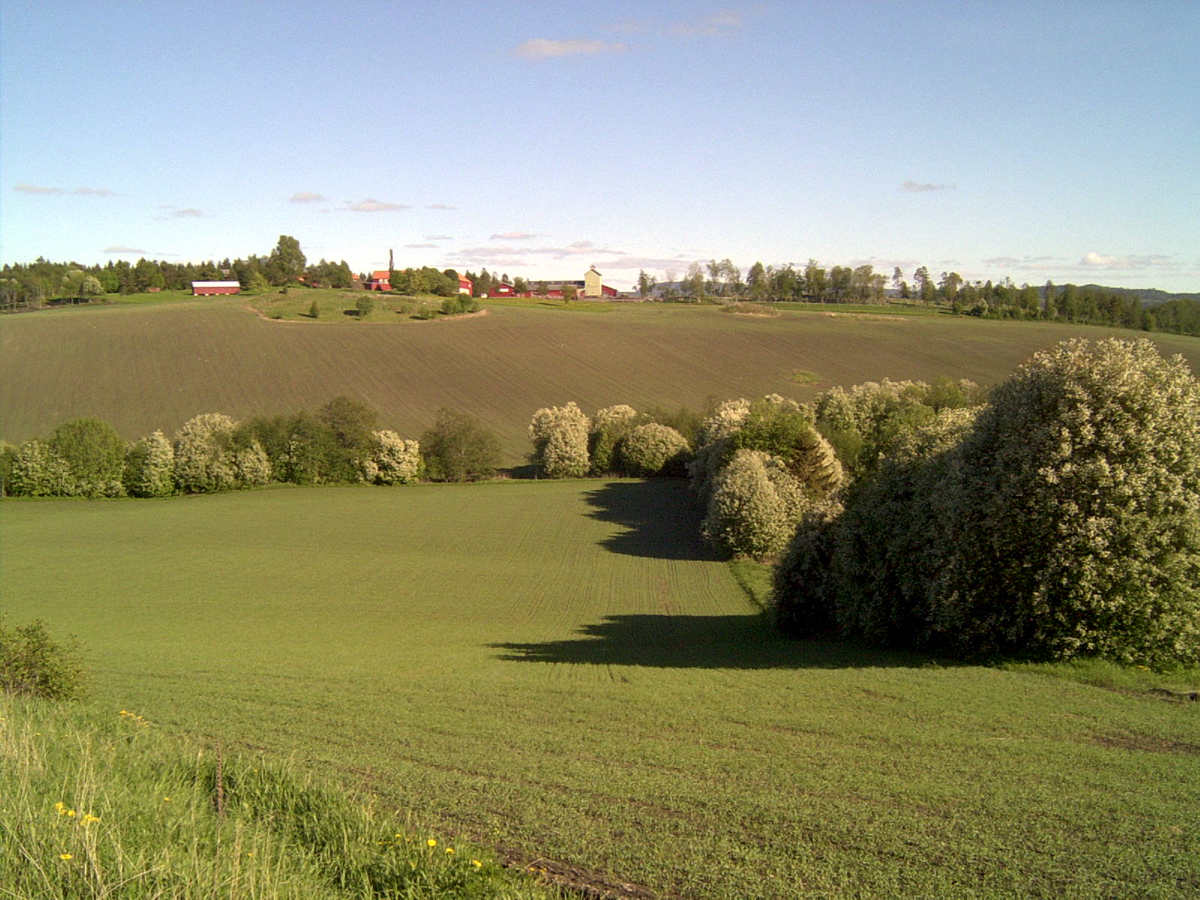
Campos agricultados em Inderøy

O município possui sua atividade voltada para a produção agrícola. Grande parte do municipado é cultivável e a produção de grãos é mais intensa, bem como a de morangos. A maioria dos fazendeiros possuem áreas reflorestadas. A indústria local é voltada para a agricultura, com fábricas que produzem ração para animais, destilados (Sundness Brenneri), indústria de sucos e doces (Røra Fabrikker), entre outros produtos. Vale ressaltar que inúmeras fazendas da região manufaturam seus próprios produtos e os vendem na própria fazenda.
Também há uma numerosa quantidade de instituições de prestação de serviços em Inderøy, que incluem escolas, lojas e serviços públicos. Muitas pessoas trabalham nos municípios vizinhos como Levanger, Steinkjer e Verdal, sendo assim, Inderøy atua como cidade-dormitório ou subúrbio.

## Atrações

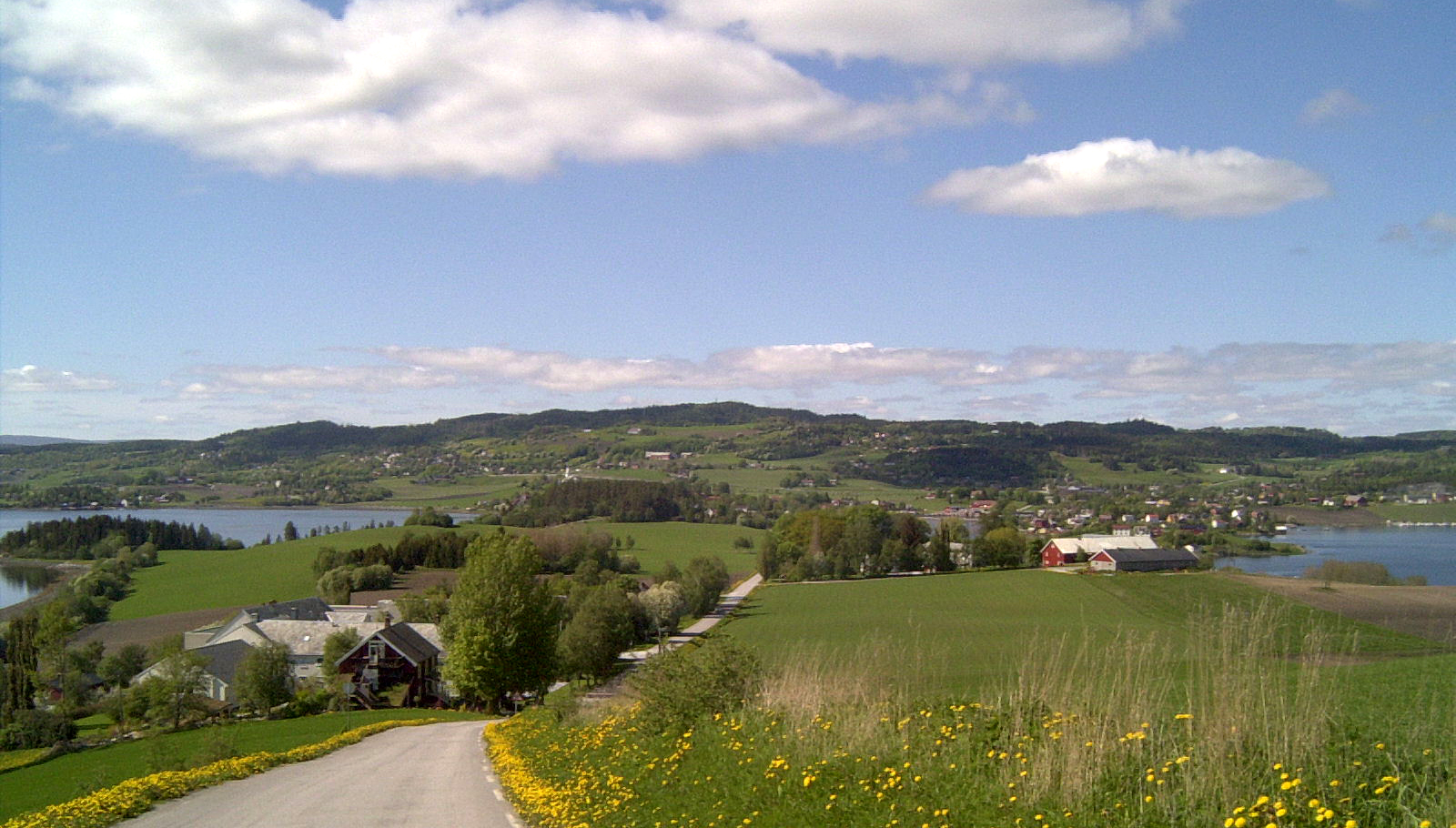
Straumen em Inderøy

Grande parte das atrações turísticas estão ligadas a The Golden Detour (o Desvio Dourado). Dentre elas pode-se citar a visitação de fazendas locais, casas de destilação onde se vende bebidas artesanais da região, bem como oficinas e um centro de pesca.

## Residentes notáveis

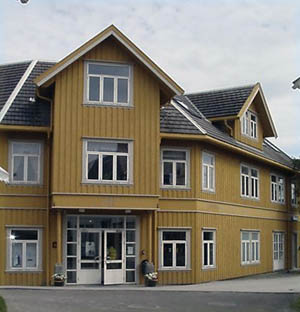
O artista Nils Aas nasceu em Inderøy, e esta galeria de arte tem nome que faz alusão a ele

- Inger Lise Gjørv (1938-) - político e governador
- Per Egil Hegge (1940-) - jornalista, editor de Aftenposten
- Christian Léden (1882-1957) - cientistas, explorador do Ártico e compositor
- Håkon Løken (1859-1823) - jornalista e advogado
- Ole Richter (1829-1888) - adovogado, político e primeiro-ministro
- Nils Aas (1933-2004) - artista